# USS Boarfish (SS-327)
Za druga plovila z istim imenom glejte USS Boarfish.
USS Boarfish (SS-327) je bila jurišna podmornica razreda balao v sestavi Vojne mornarice Združenih držav Amerike.
Leta 1948 je bila sprejeta v Turško vojno mornarico kot TCG Sakarya (S 332). 